# Кудалбі
Кудалбі (рум. Cudalbi) — комуна у повіті Галац в Румунії. До складу комуни входить єдине село Кудалбі.
Комуна розташована на відстані 193 км на північний схід від Бухареста, 46 км на північний захід від Галаца.

## Населення
За даними перепису населення 2002 року у комуні проживала 8181 особа. Усі жителі комуни рідною мовою назвали румунську.
Національний склад населення комуни:
| Національність | Кількість осіб | Відсоток |
| -------------- | -------------- | -------- |
| румуни         | 8175           | 99,9%    |
| цигани         | 5              | 0,1%     |

Склад населення комуни за віросповіданням:
| Релігія            | Кількість осіб | Відсоток |
| ------------------ | -------------- | -------- |
| православні        | 8100           | 99,0%    |
| адвентисти         | 57             | 0,7%     |
| п'ятдесятники      | 12             | 0,1%     |
| баптисти           | 4              | < 0,1%   |
| римо-католики      | 1              | < 0,1%   |
| не вказали релігію | 7              | 0,1%     |

## Зовнішні посилання
- Дані про комуну Кудалбі на сайті Ghidul Primăriilor [Архівовано 8 жовтня 2012 у Wayback Machine.]